# Leopold Godowsky
Ne pas confondre avec son fils, Leopold Godowsky (1900-1983)
Pour les articles homonymes, voir Godowsky.
Leopold Godowsky, né le 13 février 1870 à Žasliai (en polonais : Żośle), une petite ville de Lituanie proche de Vilnius, alors située dans le Gouvernement de Vilna (Empire russe) et mort le 21 novembre 1938 à New York), est un pianiste et compositeur originaire de Lituanie polonaise, naturalisé américain en 1891.
Entre 1900 et 1930, il est le pianiste le mieux rémunéré[réf. nécessaire] et l’un des plus recherchés au monde, au point que Rachmaninoff écrit de lui qu’il « est le seul musicien de son époque qui a apporté une contribution durable et réelle au développement de la musique pour piano. »

## Biographie
Leopold Godowsky est le fils unique d'Anna et Maciej Godowsky, tous deux membres de la communauté juive de Lituanie. Son père, Maciej Godowsky, médecin réputé, meurt du choléra. Anna et Leopold sont recueillis par Louis et Minna Passinock, qui tenaient un commerce de pianos à Vilnius, la capitale. Louis, bon violoniste, enseigne le violon à Leopold, qui maîtrise le Concerto de Mendelssohn à sept ans. Mais c’est le piano qui fascine le jeune prodige. Il se perfectionne quasiment seul, contre la volonté de son mentor.
Il se produit comme enfant prodige à neuf ans et travaille à la Hochschule für Musik de Berlin en 1884, notamment avec Woldemar Bargiel et Ernst Rudolff ; puis à New York pendant une tournée avec le violoniste belge Ovide Musin. L'année suivante, il retourne en Europe pour étudier avec Camille Saint-Saëns (1887–1890). Il se produit tant à Paris qu'à Londres. 

### Carrière

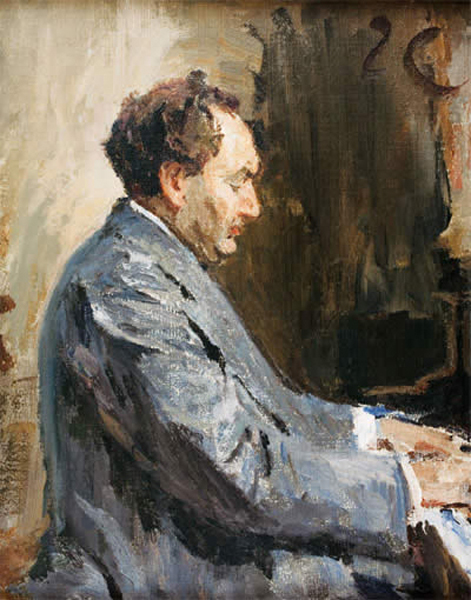
Leopold Godowsky, par Ian Tsionglinski.

En 1890, il est nommé professeur au College de musique de New York. En 1891, il épouse Frida Saxe et obtient la nationalité américaine.
Il enseigne au Conservatoire de Philadelphie de 1894 à 1895, puis à Chicago jusqu'en 1900. Il fait une tournée en Europe et se fixe à Berlin et s'y produit triomphalement, véritable début de sa carrière et de sa réputation. Avec un programme similaire: Liszt, il affronte en concert Ferruccio Busoni, son grand rival, qui lui répond avec un programme de transcriptions de Liszt. 
Il succède à Busoni à l'Académie de Vienne de 1909 à 1914. Pendant la guerre, il retourne aux États Unis et reprend ses tournées jusqu'en 1930. Souffrant de troubles vasculaires pendant les dernières années de sa vie, il est frappé d'une attaque qui le rend partiellement paralysé, lors d'un enregistrement des Nocturnes de Chopin. Il meurt huit ans plus tard, à l'âge de 68 ans.
Interprète de premier plan, à l’égal de Josef Hofmann, son ami, ou de Rachmaninoff, qui lui dédie une célèbre pièce pour piano. Il est le professeur de générations de pianistes célèbres (citons Jorge Bolet) et l’ami des personnalités du monde des arts et des sciences, parmi lesquelles Charlie Chaplin et Albert Einstein.
Son fils Leopold Godowsky, violoniste amateur et chimiste de profession chez Kodak est, avec Leopold Mannes, le co-inventeur de la première pellicule diapositive en 1935, la Kodachrome. Sa fille Dagmar Godowsky est une vedette du cinéma muet.

## Œuvres principales
Comme compositeur, il a laissé une œuvre abondante (plus de 400 œuvres) pour le piano et son enseignement, ainsi que nombre de transcriptions de Weber, Brahms, Johann Strauss notamment.

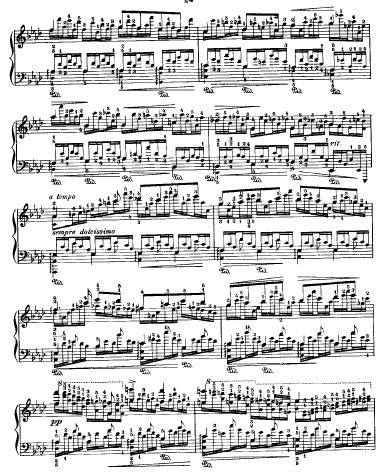
Arrangement de l'opus 25, no 1

Ses 53 Études sur les 27 Études de Chopin (composées entre 1893 et 1914) sont les plus célèbres de ses transcriptions. « Recompositions » plutôt que « transcriptions », car Godowsky superpose les études, varie les thèmes, les inverse, transcrit pour la main gauche ce que Chopin avait écrit pour la main droite, jusqu’à rendre certaines sources méconnaissables. Ces pièces sont parmi les plus savantes et les plus difficiles jamais écrites pour le piano, bien que Godowsky n’ait jamais été de cet avis : il ne considérait pas ses compositions ou transcriptions comme étant trop difficiles à interpréter. Cependant, les rares pianistes qui interprètent en concert ces Études de Godowsky se livrent en fait à de réelles prouesses physiques, notamment dans celles écrites pour main gauche seule.

« Les paraphrases de Godowsky sont le piano, poussé jusqu'à sa logique extrême (ou illogique si vous voulez) de la polyphonie romantique la plus serrée. »

— Harold C. Schonberg, The Great Pianists, 1965.

## Discographie
- Hommage à Godowsky - Andrey Gugnin, piano (20-22 mai 2019, Hyperion) (OCLC 1141468830) — le disque est constitué d'une partie des œuvres dédiées à Godowsky par des compositeurs comme Emil von Sauer, Teodor Leszetycki, Moritz Moszkowski, Joseph Holbrooke, Abram Chasins, etc. pour le 150e anniversaire de sa naissance.
- Sonate pour piano en mi mineur par la pianiste lituanienne Mūza Rubackytė. Disque enregistré à la grande salle de la Philharmonie de Lituanie (Vilnius) en septembre 2020 pour le label Ligia Digital. Cet enregistrement comprend également les neuf préludes de Karol Szymanowski.